# Broj 1 domaći singlovi 2008. (Hrvatska)
Popis broj 1 domaćih singlova u 2008. godini u Hrvatskoj.

## Popis
| Datum         | Zabavna/narodna glazba | Zabavna/narodna glazba         | Pop-rock/urbana glazba | Pop-rock/urbana glazba         | Izvori          |
| Datum         | Izvođač                | Skladba                        | Izvođač                | Skladba                        | Izvori          |
| ------------- | ---------------------- | ------------------------------ | ---------------------- | ------------------------------ | --------------- |
| 5. siječnja   | Baruni                 | "Uzmi sve"                     | Toše Proeski           | "Igra bez granica"             | [ 1 ] [ 2 ]     |
| 12. siječnja  | Jasmin Stavros         | "Ja sam kriv"                  | Toše Proeski           | "Igra bez granica"             | [ 3 ] [ 4 ]     |
| 19. siječnja  | Baruni                 | "Uzmi sve"                     | Toše Proeski           | "Igra bez granica"             | [ 5 ] [ 6 ]     |
| 26. siječnja  | Baruni                 | "Uzmi sve"                     | Toše Proeski           | "Igra bez granica"             | [ 7 ] [ 8 ]     |
| 2. veljače    | Baruni                 | "Uzmi sve"                     | Luka Nižetić           | "U mislima"                    | [ 9 ] [ 10 ]    |
| 9. veljače    | Baruni                 | "Uzmi sve"                     | Luka Nižetić           | "U mislima"                    | [ 11 ] [ 12 ]   |
| 16. veljače   | Baruni                 | "Uzmi sve"                     | Toše Proeski           | "Još i danas zamiriše trešnja" | [ 13 ] [ 14 ]   |
| 23. veljače   | Baruni                 | "Uzmi sve"                     | Toše Proeski           | "Još i danas zamiriše trešnja" | [ 15 ] [ 16 ]   |
| 2. ožujka     | Baruni                 | "Uzmi sve"                     | Toše Proeski           | "Još i danas zamiriše trešnja" | [ 17 ] [ 18 ]   |
| 9. ožujka     | Baruni                 | "Uzmi sve"                     | Toše Proeski           | "Još i danas zamiriše trešnja" | [ 19 ] [ 20 ]   |
| 16. ožujka    | Baruni                 | "Uzmi sve"                     | Toše Proeski           | "Još i danas zamiriše trešnja" | [ 21 ] [ 22 ]   |
| 22. ožujka    | Baruni                 | "Uzmi sve"                     | Toše Proeski           | "Još i danas zamiriše trešnja" | [ 23 ] [ 24 ]   |
| 29. ožujka    | Baruni                 | "Uzmi sve"                     | Toše Proeski           | "Još i danas zamiriše trešnja" | [ 25 ] [ 26 ]   |
| 5. travnja    | Hari i Žera            | "Dok Miljacka protiče"         | Toše Proeski           | "Još i danas zamiriše trešnja" | [ 27 ] [ 28 ]   |
| 12. travnja   | Hari i Žera            | "Dok Miljacka protiče"         | Toše Proeski           | "Još i danas zamiriše trešnja" | [ 29 ] [ 30 ]   |
| 19. travnja   | Hari i Žera            | "Dok Miljacka protiče"         | Toše Proeski           | "Još i danas zamiriše trešnja" | [ 31 ] [ 32 ]   |
| 26. travnja   | Hari i Žera            | "Dok Miljacka protiče"         | Toše Proeski           | "Još i danas zamiriše trešnja" | [ 33 ] [ 34 ]   |
| 3. svibnja    | Baruni                 | "Svanut će jutro puno ljubavi" | Toše Proeski           | "Još i danas zamiriše trešnja" | [ 35 ] [ 36 ]   |
| 10. svibnja   | Baruni                 | "Svanut će jutro puno ljubavi" | Toše Proeski           | "Još i danas zamiriše trešnja" | [ 37 ] [ 38 ]   |
| 17. svibnja   | Baruni                 | "Svanut će jutro puno ljubavi" | Toše Proeski           | "Još i danas zamiriše trešnja" | [ 39 ] [ 40 ]   |
| 24. svibnja   | Baruni                 | "Svanut će jutro puno ljubavi" | Toše Proeski           | "Još i danas zamiriše trešnja" | [ 41 ] [ 42 ]   |
| 31. svibnja   | Baruni                 | "Svanut će jutro puno ljubavi" | Toše Proeski           | "Još i danas zamiriše trešnja" | [ 43 ] [ 44 ]   |
| 7. lipnja     | Baruni                 | "Svanut će jutro puno ljubavi" | Luka Nižetić           | "Zapleši sa mnom"              | [ 45 ] [ 46 ]   |
| 14. lipnja    | Danijela Martinović    | "Ko će tebe mi zaminit"        | Luka Nižetić           | "Zapleši sa mnom"              | [ 47 ] [ 48 ]   |
| 21. lipnja    | Baruni                 | "Svanut će jutro puno ljubavi" | ET                     | "Prazan Stan"                  | [ 49 ] [ 50 ]   |
| 21. lipnja    | Baruni                 | "Svanut će jutro puno ljubavi" | Luka Nižetić           | "Zapleši sa mnom"              | [ 51 ] [ 52 ]   |
| 28. lipnja    | Baruni                 | "Svanut će jutro puno ljubavi" | ET                     | "Prazan Stan"                  | [ 53 ] [ 54 ]   |
| 5. srpnja     | Baruni                 | "Svanut će jutro puno ljubavi" | Tony Cetinski          | "Umirem 100x dnevno"           | [ 55 ] [ 56 ]   |
| 12. srpnja    | Baruni                 | "Svanut će jutro puno ljubavi" | Tony Cetinski          | "Umirem 100x dnevno"           | [ 57 ] [ 58 ]   |
| 19. srpnja    | Toše Proeski           | "Nesanica"                     | Tony Cetinski          | "Umirem 100x dnevno"           | [ 59 ] [ 60 ]   |
| 26. srpnja    | Toše Proeski           | "Nesanica"                     | Tony Cetinski          | "Umirem 100x dnevno"           | [ 61 ] [ 62 ]   |
| 2. kolovoza   | Toše Proeski           | "Nesanica"                     | Tony Cetinski          | "Umirem 100x dnevno"           | [ 63 ] [ 64 ]   |
| 9. kolovoza   | Baruni                 | "Svanut će jutro puno ljubavi" | Tony Cetinski          | "Umirem 100x dnevno"           | [ 65 ] [ 66 ]   |
| 16. kolovoza  | Toše Proeski           | "Nesanica"                     | Tony Cetinski          | "Umirem 100x dnevno"           | [ 67 ] [ 68 ]   |
| 23. kolovoza  | Toše Proeski           | "Nesanica"                     | Toše Proeski           | "The Hardest Thing"            | [ 69 ] [ 70 ]   |
| 30. kolovoza  | Toše Proeski           | "Nesanica"                     | Toše Proeski           | "The Hardest Thing"            | [ 71 ] [ 72 ]   |
| 6. rujna      | Toše Proeski           | "Nesanica"                     | Toše Proeski           | "The Hardest Thing"            | [ 73 ] [ 74 ]   |
| 13. rujna     | Toše Proeski           | "Nesanica"                     | Dino Dvornik           | "Hipnotiziran"                 | [ 75 ] [ 76 ]   |
| 20. rujna     | Toše Proeski           | "Nesanica"                     | Dino Dvornik           | "Hipnotiziran"                 | [ 77 ] [ 78 ]   |
| 27. rujna     | Toše Proeski           | "Nesanica"                     | Dino Dvornik           | "Hipnotiziran"                 | [ 79 ] [ 80 ]   |
| 4. listopada  | Toše Proeski           | "Nesanica"                     | Dino Dvornik           | "Hipnotiziran"                 | [ 81 ] [ 82 ]   |
| 11. listopada | Toše Proeski           | "Nesanica"                     | Dino Dvornik           | "Hipnotiziran"                 | [ 83 ] [ 84 ]   |
| 18. listopada | Toše Proeski           | "Nesanica"                     | Dino Dvornik           | "Hipnotiziran"                 | [ 85 ] [ 86 ]   |
| 25. listopada | Toše Proeski           | "Nesanica"                     | Dino Dvornik           | "Hipnotiziran"                 | [ 87 ] [ 88 ]   |
| 1. studenog   | Toše Proeski           | "Nesanica"                     | Dino Dvornik           | "Hipnotiziran"                 | [ 89 ] [ 90 ]   |
| 8. studenog   | Toše Proeski           | "Nesanica"                     | Dino Dvornik           | "Hipnotiziran"                 | [ 91 ] [ 92 ]   |
| 15. studenog  | Toše Proeski           | "Nesanica"                     | Luka Nižetić           | "Na tren i zauvijek"           | [ 93 ] [ 94 ]   |
| 22. studenog  | Toše Proeski           | "Nesanica"                     | Prljavo kazalište      | "Ipak"                         | [ 95 ] [ 96 ]   |
| 29. studenog  | Toše Proeski           | "Nesanica"                     | Prljavo kazalište      | "Ipak"                         | [ 97 ] [ 98 ]   |
| 6. prosinca   | Toše Proeski           | "Nesanica"                     | Prljavo kazalište      | "Ipak"                         | [ 99 ] [ 100 ]  |
| 13. prosinca  | Toše Proeski           | "Nesanica"                     | Nina Badrić            | "Dodiri od stakla"             | [ 101 ] [ 102 ] |
| 20. prosinca  | Toše Proeski           | "Nesanica"                     | Nina Badrić            | "Dodiri od stakla"             | [ 103 ] [ 104 ] |